# Clyde (Kansas)
Pour les articles homonymes, voir Clyde.
Clyde est une ville américaine située dans le comté de Cloud, au Kansas. Selon le recensement de 2020, sa population est de 694 habitants.